# Gadhra
Gadhra è una suddivisione dell'India, classificata come census town, di 15.742 abitanti, situata nel distretto del Singhbhum Orientale, nello stato federato del Jharkhand. In base al numero di abitanti la città rientra nella classe IV (da 10.000 a 19.999 persone).

## Geografia fisica
La città è situata a 22° 44' 48 N e 86° 14' 44 E.

## Società

### Evoluzione demografica
Al censimento del 2001 la popolazione di Gadhra assommava a 15.742 persone, delle quali 8.271 maschi e 7.471 femmine. I bambini di età inferiore o uguale ai sei anni assommavano a 2.149, dei quali 1.107 maschi e 1.042 femmine. Infine, coloro che erano in grado di saper almeno leggere e scrivere erano 10.310, dei quali 6.182 maschi e 4.128 femmine.